# Tuia gigantică
Tuia gigantică (Thuja plicata DONN ex D.DON, sinonim: Thuja gigantea NUTT.), este un conifer din familia Cupressaceae, genul Tuia (Arborele vieții), care poate atinge o înălțime apreciabilă, de aceea fiind denumită și tuia gigantică. Are coroană deasă, de formă conică și cu frunze mici, solzoase, de un verde lucitor și plăcut mirositoare; trunchiul are ritidom (scoarță) de culoare maro-roșcat. Exemplarele tinere au o creștere rapidă. 
Tuia gigantică are nevoie de loc însorit până la semiumbros și un sol reavăn. Crește bine atât izolat cât și în desiș (gard viu), fiind foarte estetic. În țara sa de baștină America de Nord, poate atinge o înălțime de 50-70 metri și un diametru de 3-4 metri, fiind cunoscut   și sub numele de Pacific redcedar (cedru roșu de Pacific)..

## Galerie de poze

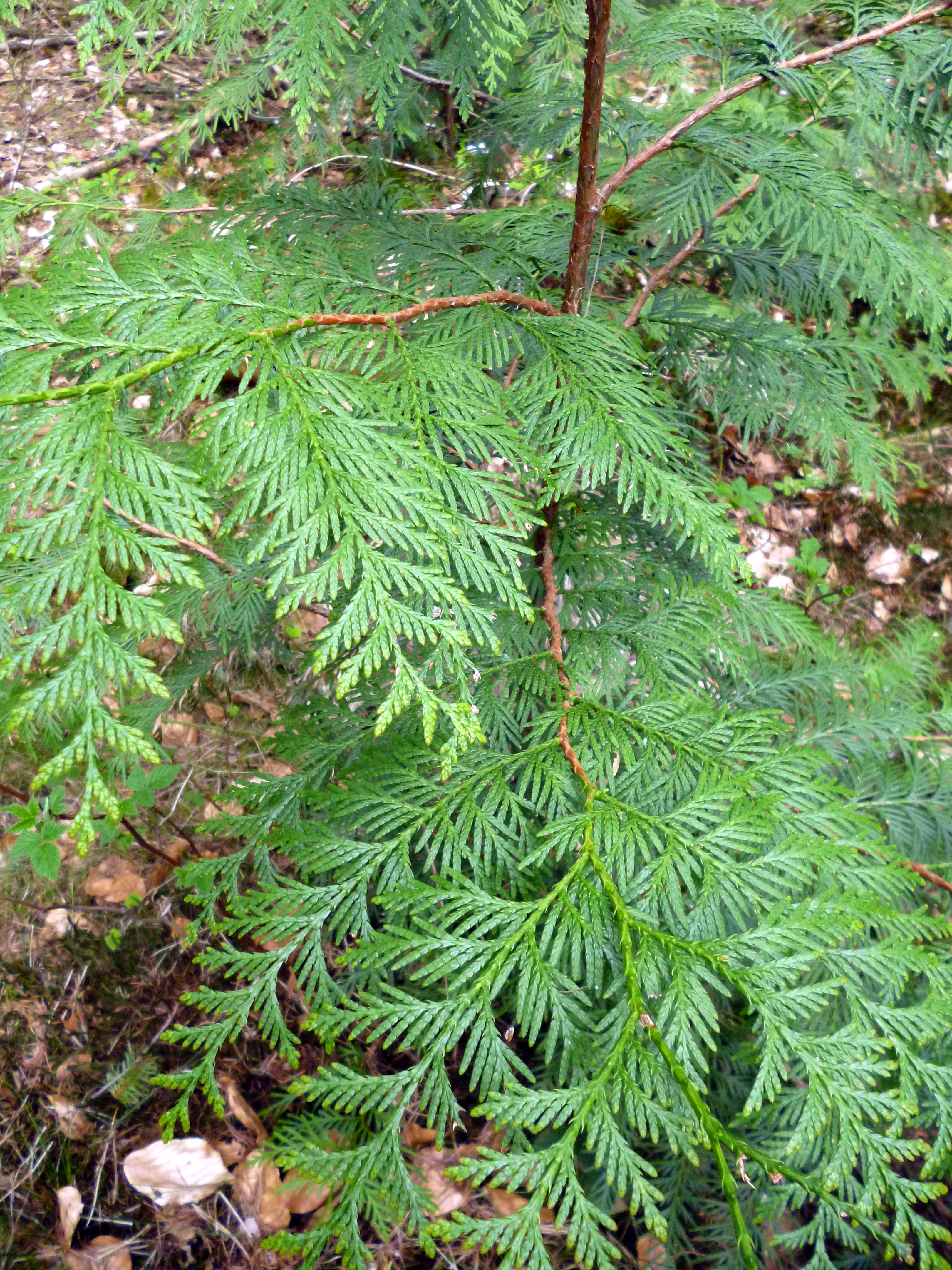
Frunze de tuia gigantică la tinerețe
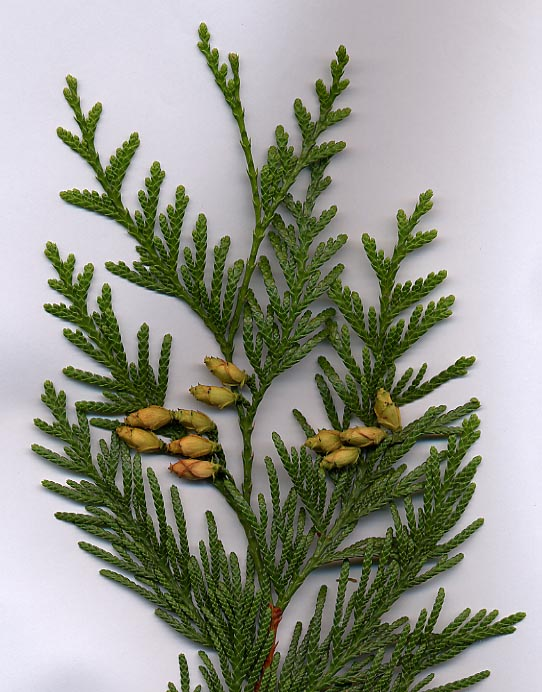
Frunze de tuia gigantică
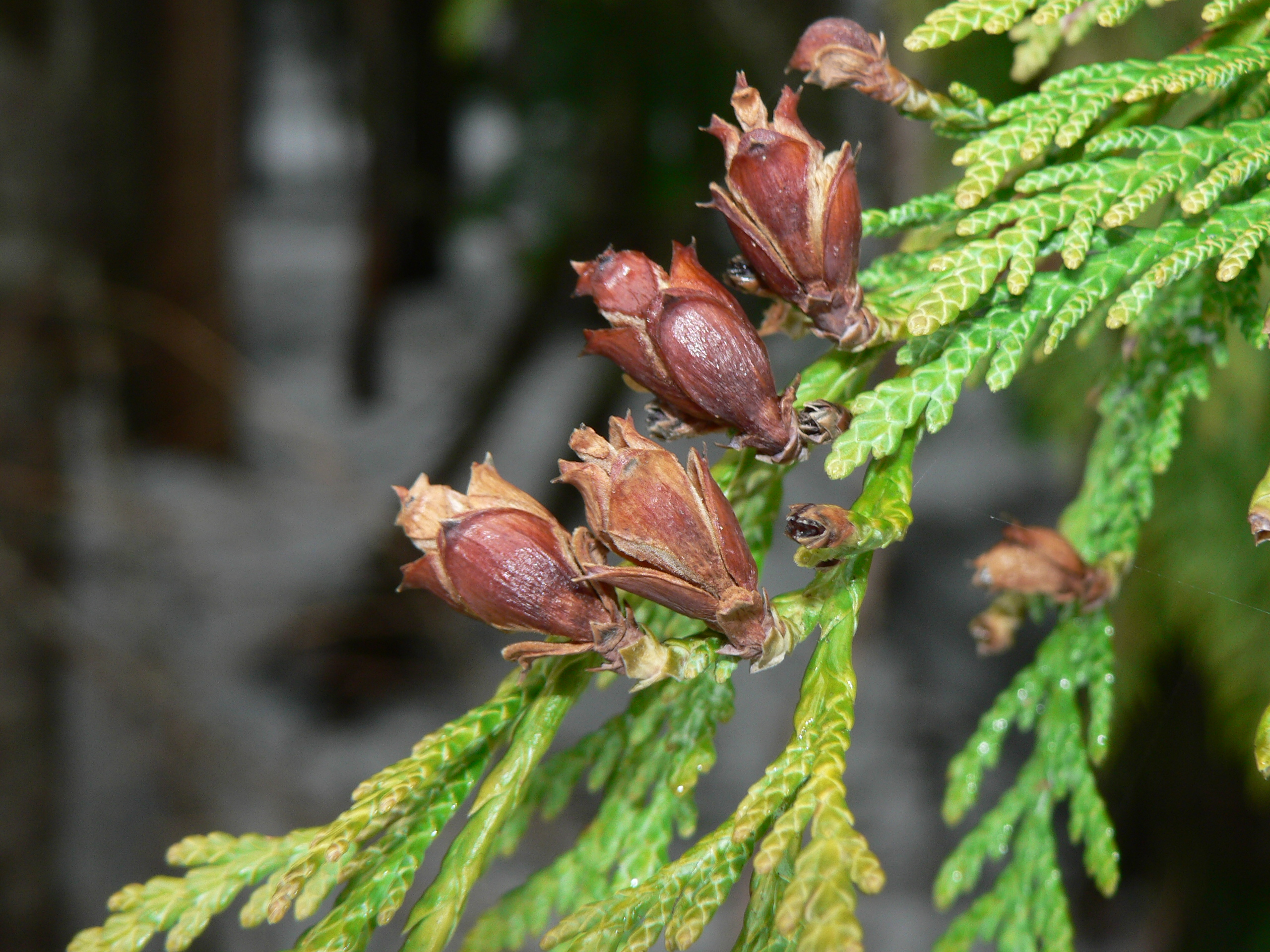
Creangă cu semințe mature
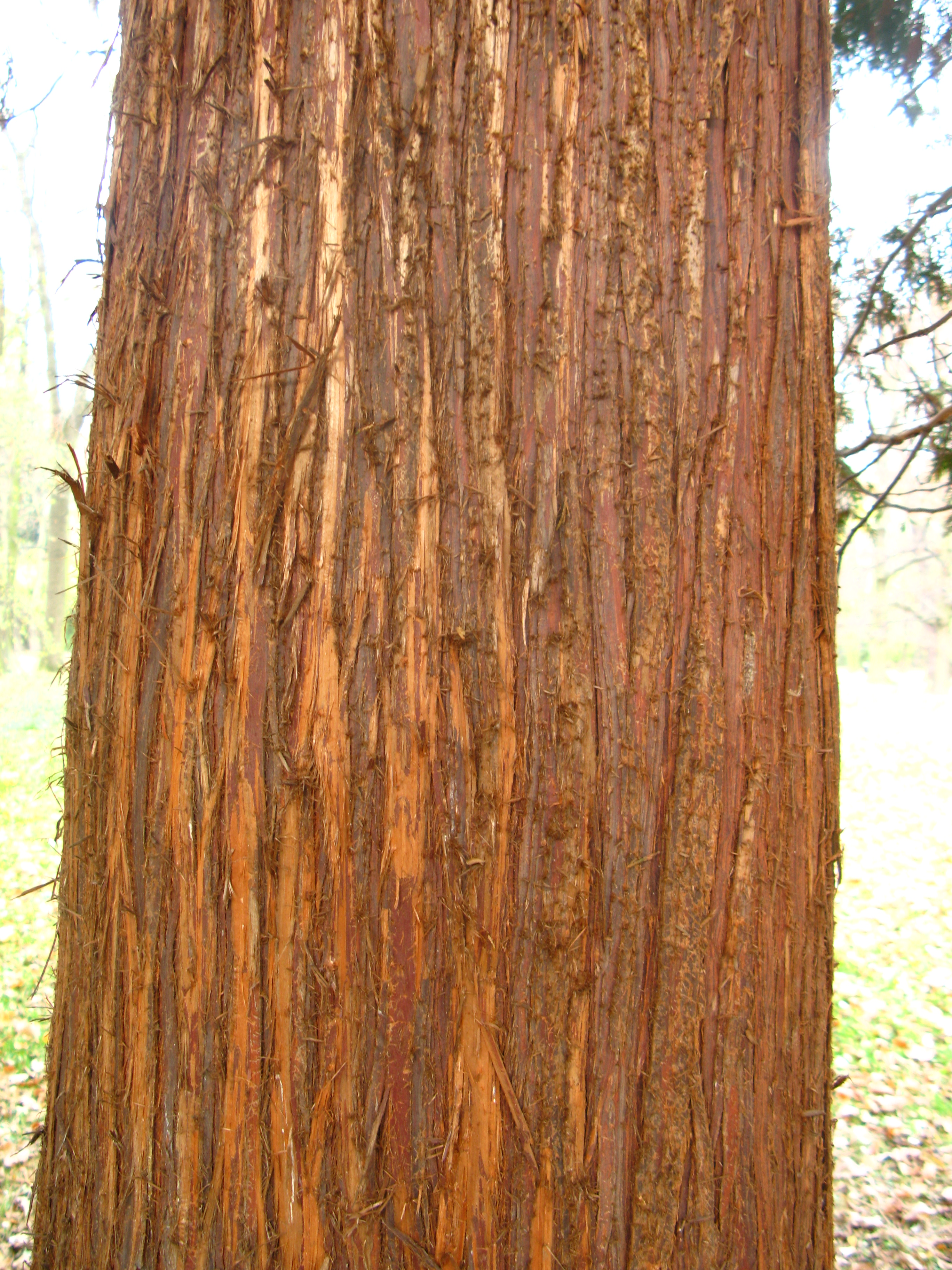
Ritidom de Thuja plicata
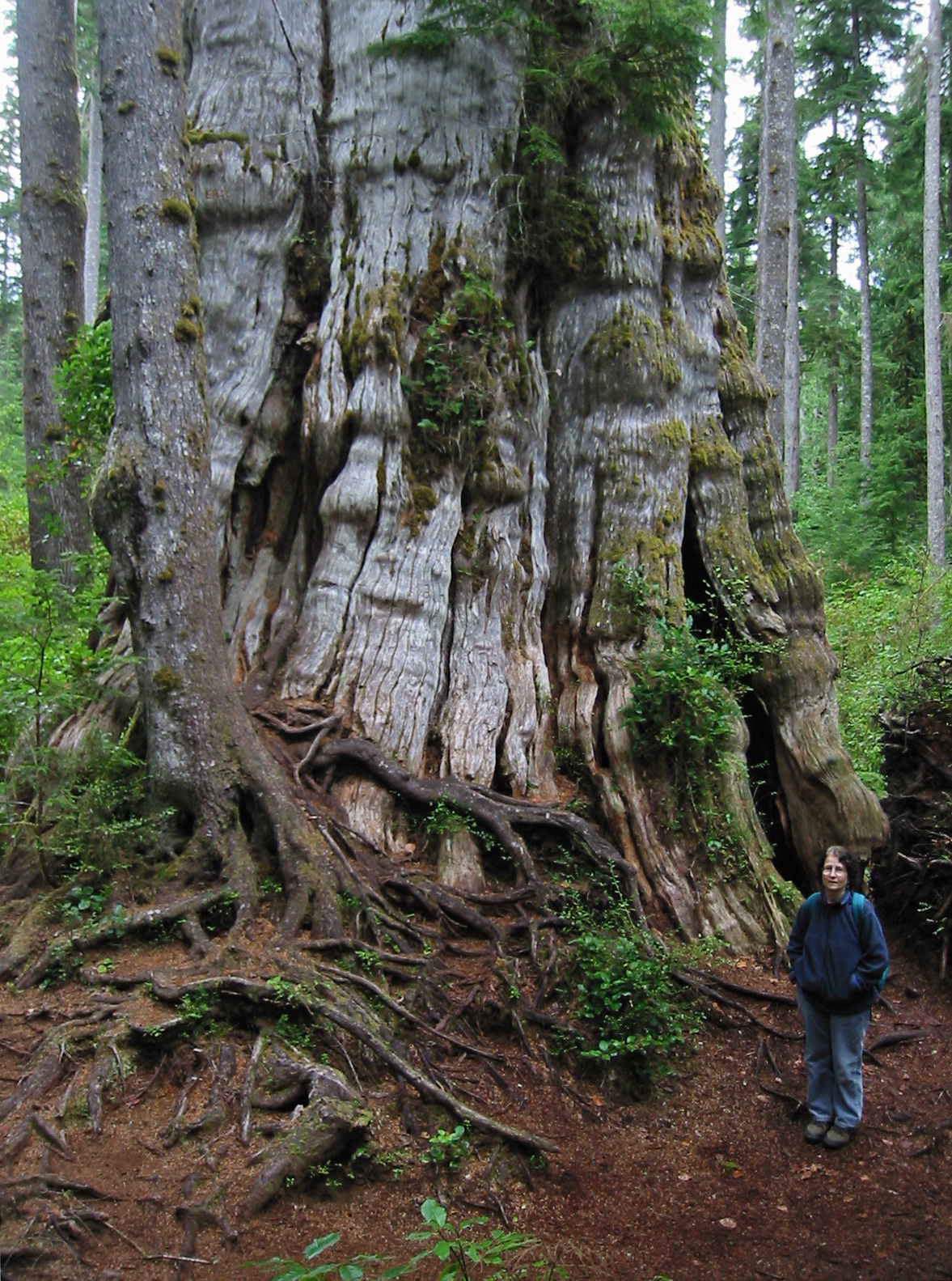
Quinault Lake Redcedar Cel mai mare cedru roșu din lume

## Răspândire
Aria de răspândire a tuiei gigantice în America de Nord se întinde din nordul Californiei (39° L.N.) până în Alasca (57° L.N.), unde crește împreună cu Pseudotsuga menziesii, Picea sitchensis, bradul uriaș (Abies grandis) și Tsuga heterophylla. Spre est ajunge până în Idaho și Montana.
În Europa tuia gigantică este rezistent la frigurile iernii, chiar și de durată. Însă este sensibil la seceta din timpul verilor cu temperaturi mai ridicate de lungă durată. 
Este plantat în parcuri ca arbore ornamental cu coroana până la nivelul solului și ca gard viu.

## Vezi și
- Tuia
- Cupresacee
- Pinales
- Pinaceae